# Coll de Sóller

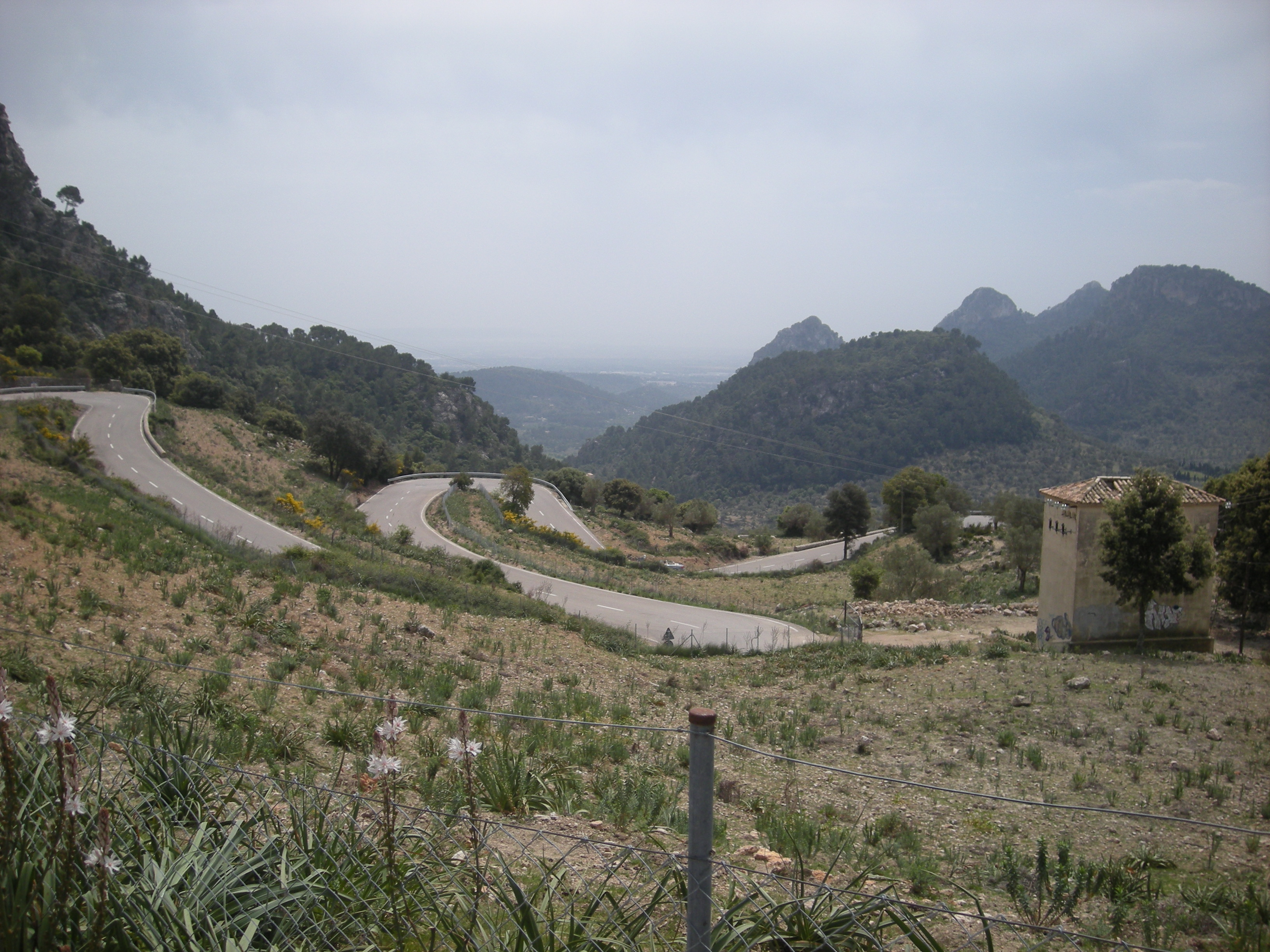
Vessant sud del Coll.

El Coll de Sóller és un coll de l'illa de Mallorca de 497 m d'altura que separa el Pla de Mallorca de la Vall de Sóller. És travessat per la Ma-11 A, l'antiga Carretera de Sóller i es troba a mig camí entre els massissos d'Alfàbia i del Teix.
Era un lloc de pas obligat per anar a Sóller o Fornalutx des de la majoria de punts de Mallorca però actualment ja no és així des de l'obertura del Túnel de Sóller.